# Jüdischer Friedhof (Souš u Mostu)
Koordinaten: 50° 31′ 22″ N, 13° 37′ 41″ O

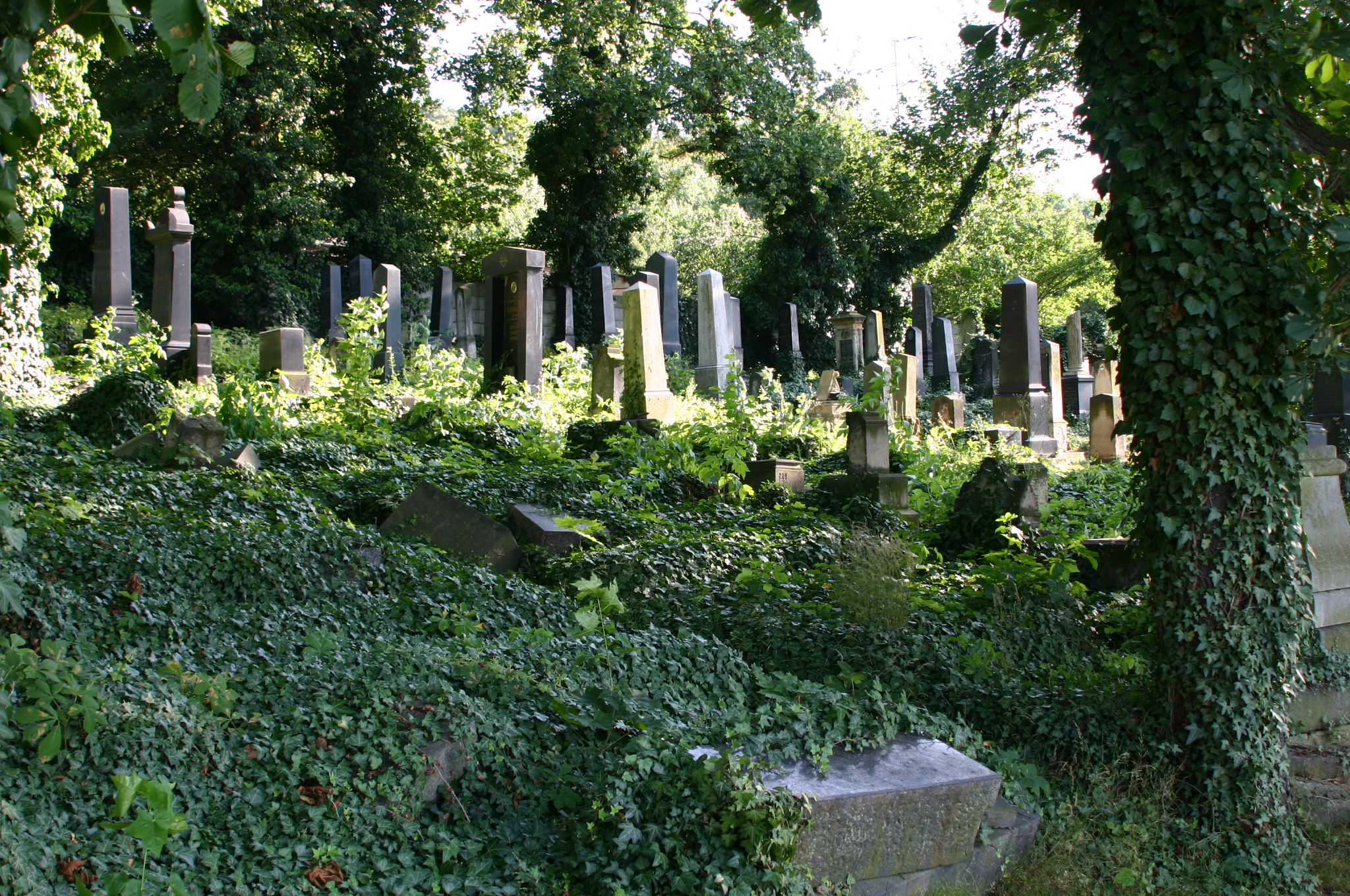
Jüdischer Friedhof in Souš u Mostu

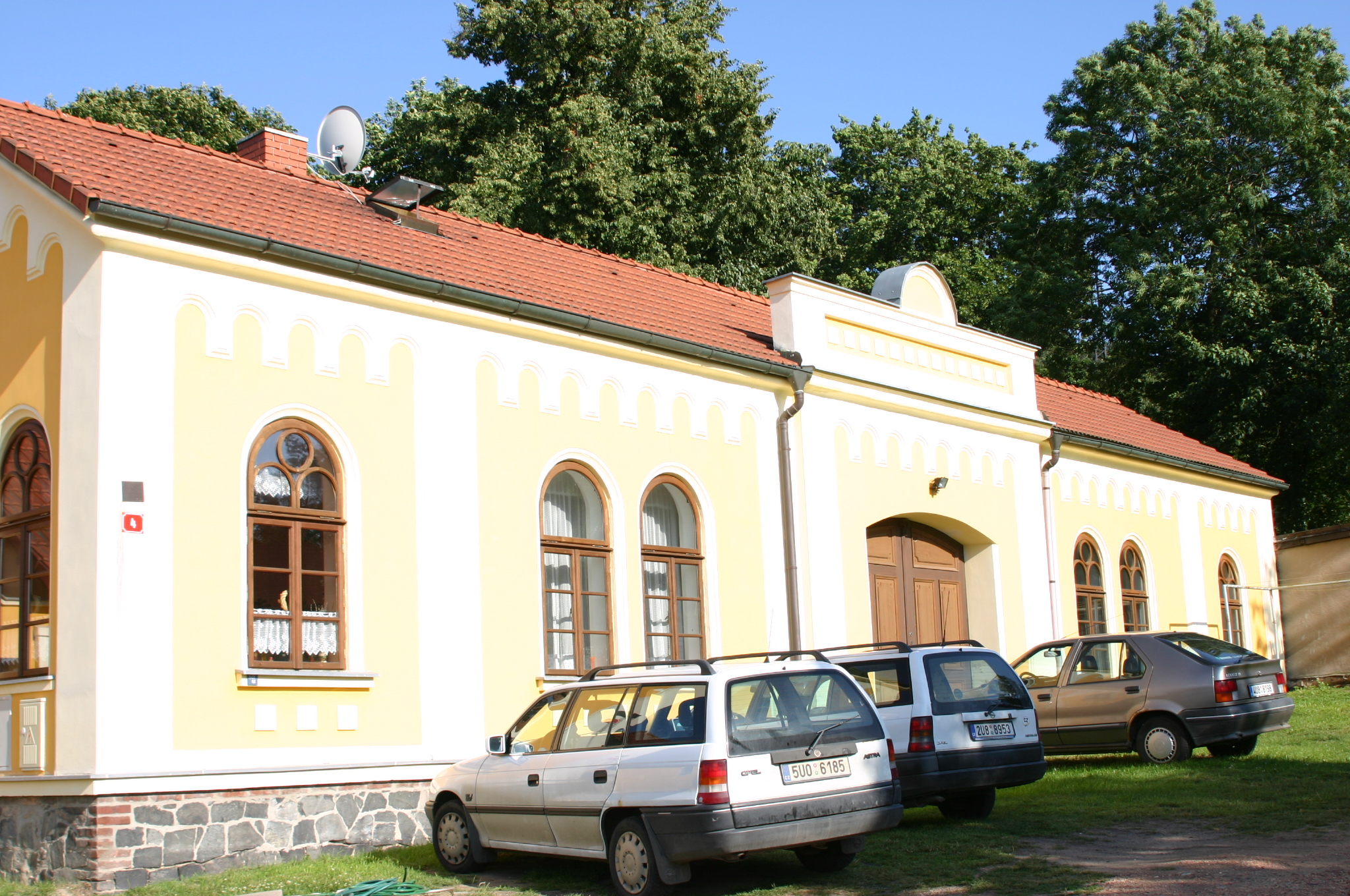
Trauerhalle

Der Jüdische Friedhof in Souš u Mostu (deutsch Tschausch), einem Stadtteil von Most (deutsch Brüx) im Okres Most in Tschechien, wurde 1878 angelegt. Der jüdische Friedhof ist seit 1996 ein geschütztes Kulturdenkmal.